# Пи (река)
Пи (фр. Py) — река в департаменте Марна региона Гранд-Эст на северо-востоке Франции. Правый приток реки Сюип бассейна Сены.

## География
Бассейн Пи расположен в природном регионе известковая Шампань. Источник реки расположен близ коммуны Соммепи-Таюр в департаменте Марна в 35 км к востоку от Реймса и в 13 километрах к северу от Сюиппа на высоте 130 м над уровнем моря. Течёт на запад.
Длина реки — 14,9 км. Впадает в Сюип в Донтриане на высоте 100 м над уровнем моря.

### Пересекаемые коммуны
Пи протекает через следующие коммуны: Соммепи-Таюр, Сент-Мари-а-Пи, Сен-Супле-сюр-Пи и Донтриан.

### Гидрография
Поток Пи наблюдался в течение 19 лет (1969—1988) в Донтриане, где площадь водосбора реки составляет 89 км². Среднегодовой расход воды в Донтриане составляет 0,568 м³/с.
Пи характеризуется довольно низкими сезонными колебаниями потока. С февраля по июнь наступает сезон полноводья, в результате которого среднемесячный сток доводится до уровня между 0,7 и 0,9 м³/с с максимумом в феврале-марте. Затем следует постепенное снижение. Снижение потока происходит с августа по ноябрь включительно, с минимальным среднемесячным расходом в октябре на уровне 0,316 м³/с, который остаётся очень стабильным.